# Bəyimli (Zərdab)
Bəyimli è un comune dell'Azerbaigian situato nel distretto di Zərdab. Conta una popolazione di 830 abitanti.